# Ruben Arthur Stirton
Ruben Arthur Stirton (20 de agosto de 1901-14 de junio de 1966) fue un zoólogo y paleontólogo estadounidense conocido por sus estudios sobre mamíferos extintos. Las contribuciones más notables de Stirton son las descripciones cuidadosas y sistemáticas de especímenes fósiles, que incluía una determinación precisa de su origen geológico, el uso de grupos animales para realizar correlación estratigráfica y diversos estudios sobre cambios evolutivos en varias familias de mamíferos.
En 1925, se graduó en Zoología en la Universidad de Kansas, ahondando en los campos de la mastozoología y ornitología. Participó como especialista en mamíferos en la expedición de Donald R. Dickey a El Salvador entre 1925 y 1927. En 1930 se hizo curador del Museo de Paleontología de la Universidad de California y ejerció la docencia en las décadas de 1930 y 1940. En 1949 asumió la dirección del Museo, en el cual se desempeñó hasta su muerte en 1966.
Las primeras publicaciones trataron sobre mamíferos fósiles de las grandes llanuras del occidente de América del Norte, especialmente de castores y caballos. En 1942 y 1944 regresó El Salvador, donde colectó nuevos especímenes fósiles. En 1946, financiado por una beca Guggenheim emprendió una búsqueda de fósiles en Colombia, descubriendo el sitio fosilífero La Venta. En 1953 dirigió sus estudios a los marsupiales de Australia que incluyeron los descubrimientos de miembros primitivos de algunas especies de marsupiales.